# Дельта (науковий журнал)
«Дельта» (пол. Delta) — польський щомісячний науково-популярний журнал, присвячений точним наукам, який видається Варшавським університетом у співпраці з Польським математичним товариством, Польським фізичним товариством, Польським астрономічним товариством і Польським товариством обробки інформації.

## Історія

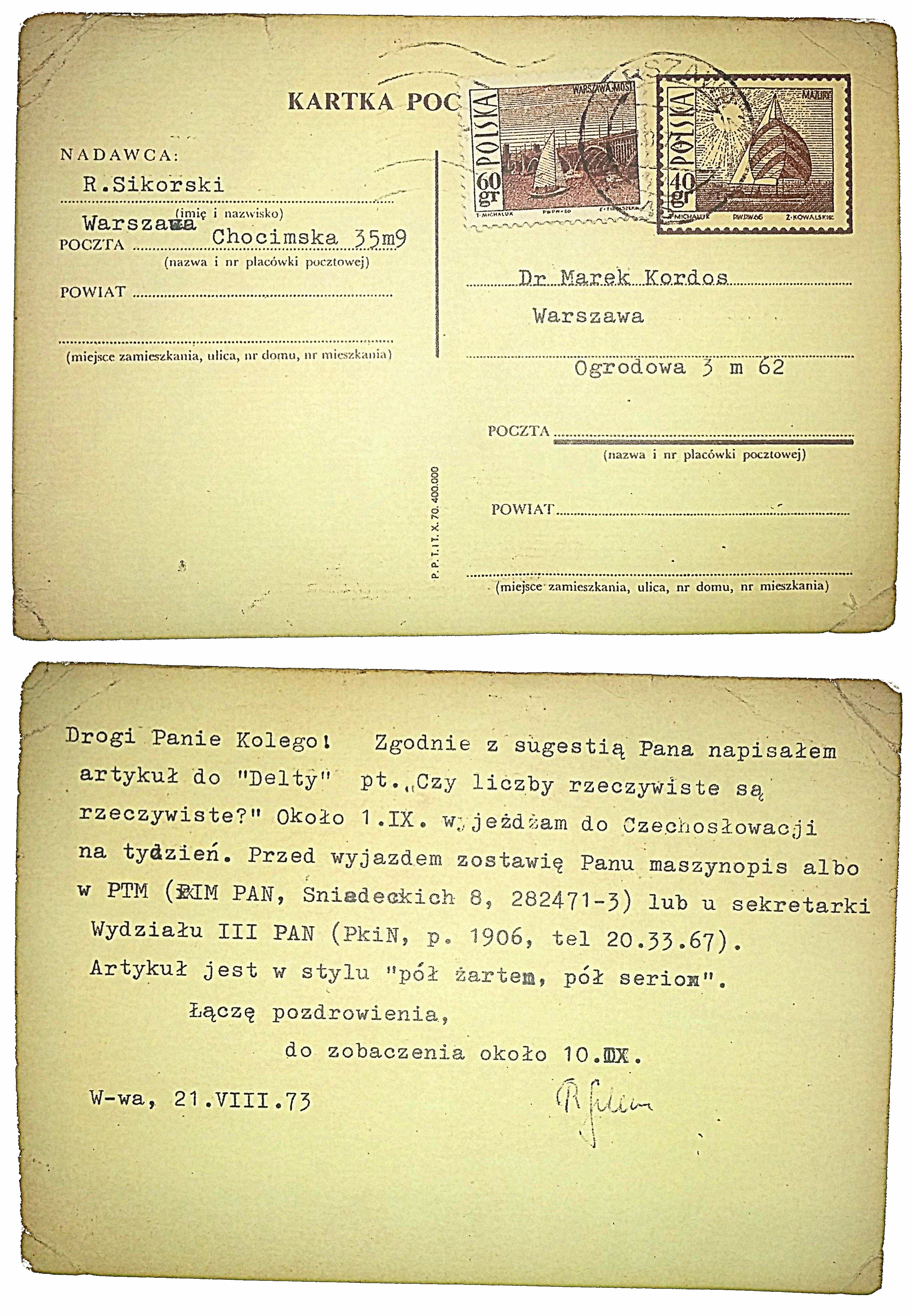
Відповідь на замовлення першої статті в «Дельті», 1973 рік.

Журнал офіційно видається з 1974 року, хоч пробний тираж першого номера накладом 50 примірників вийшов 8 грудня 1973 року. Журнал на деякий час переривав свою роботу під час воєнного стану в Польщі в 1980-х роках.
Від початку видання журналу до 30 вересня 2018 року його головним редактором був Марек Кордос. З 2018 року редактором є Шимон Чажинський.
У червні 1974 року в «Дельті» вперше з'явилася «Мала Дельта» — дитячий куточок. З січня 1975 року «Мала дельта» з'являлася в кожному номері «Дельти». У квітні 1981 року вийшов перший номер окремого журналу «Мала Дельта» — ще «під наглядом» редакції «Дельти». У 1983 році вийшов перший номер, підготовлений незалежною редакцією, у новій верстці та під новою назвою «Скло й око» (пол. Szkiełko i Oko). У 1991 році вийшов його 100-й і останній випуск.

## Формат
Журнал охоплює теми з математики, фізики, астрономії, інформатики та біології. Вміст «Дельти» орієнтований на учнів середніх шкіл, студентів і науковців. Статті, в основному, пишуть науковці, які працюють у польських університетах, однак у журналі з'являються також статті, написані студентами.
У 1978 році редакція «Дельти» започаткувала Конкурс учнівських робіт з математики, пізніше названий Конкурсом імені Павла Доманського.
З 1970-х років редакція веде рубрику завдань від факультету математики, інформатики та механіки та фізичного факультету Варшавського університету та редакції «Дельти», публікуючи 2 завдання з математики (Клуб 44M) та фізики (клуб 44F) 10 разів на рік.